# Tara Snyder
Tara Snyder (Wichita, Kansas, 1977. május 26. –) amerikai teniszezőnő. 1995-ben kezdte profi pályafutását, öt egyéni és három páros ITF-torna győztese. Legjobb egyéni világranglista-helyezése harmincharmadik volt, ezt 1998 novemberében érte el.

## Év végi világranglista-helyezései
| Év       | 1994 | 1995 | 1996 | 1997 | 1998 | 1999 | 2000 | 2001 | 2002 | 2003 | 2004 | 2005 | 2006 |
| Helyezés | 842. | 203. | 258. | 113. | 33.  | 74.  | 129. | 201. | 171. | 111. | 223. | 316. | 395. |